# 酸性
酸性（さんせい、acidic）とは、酸の水溶液の共通に持つ性質のこと。
これは、水溶液中の水素イオン(H+)の働きによる。水素イオン指数(pH)は7より小さい値を示す。

## 指示薬
- 青色のリトマス紙は赤色になる。
- BTB液は、黄色になる。
- フェノールフタレイン液は無反応、無色。

## 酸性を示す溶液例

### 強酸の例
- 塩酸
- 硫酸
- 硝酸

### 弱酸の例
- 酢酸
- 葉酸
- 蟻酸